# Myrsine venosa
Myrsine venosa är en viveväxtart som beskrevs av A. Dc. Myrsine venosa ingår i släktet Myrsine och familjen viveväxter. Inga underarter finns listade i Catalogue of Life.